# 富士信尚
富士 信尚（ふじ のぶなお）は、 江戸時代の武士。関東在地の富士氏の一族。

## 出自
富士信尚は、富士信重の第二子富士信久の子である。信久は分家を興しその初代となっているため、数えて二代目にあたる。
信尚は諱を変えており、『寛政重修諸家譜』巻第三百七十九（以下『寛政譜』）に「初信直」とあり、『干城録』巻第百六十八に「はしめ直の字を用ふ」とあるように、初めは「信直」であった。『寛永諸家系図伝』は「信直」で記されている。

## 略歴
『寛永諸家系図伝』によると、通称は伝右衛門で富士信久の子であり、江戸で出生したとある。また19歳のとき徳川家光に拝謁したという。
『寛政譜』によると、家督を継ぎ采地二百石を賜った後、寛永19年（1642年）に初めて徳川家光に拝謁し、後に大番に列する。寛文元年（1661年）10月に新番となり、廩米五十俵を加恩される。寛文6年（1666年）に43歳で没した。家督は信貞（信久二男で信尚の嗣となる）が継いだ。